# Asentamientos irregulares en Venezuela

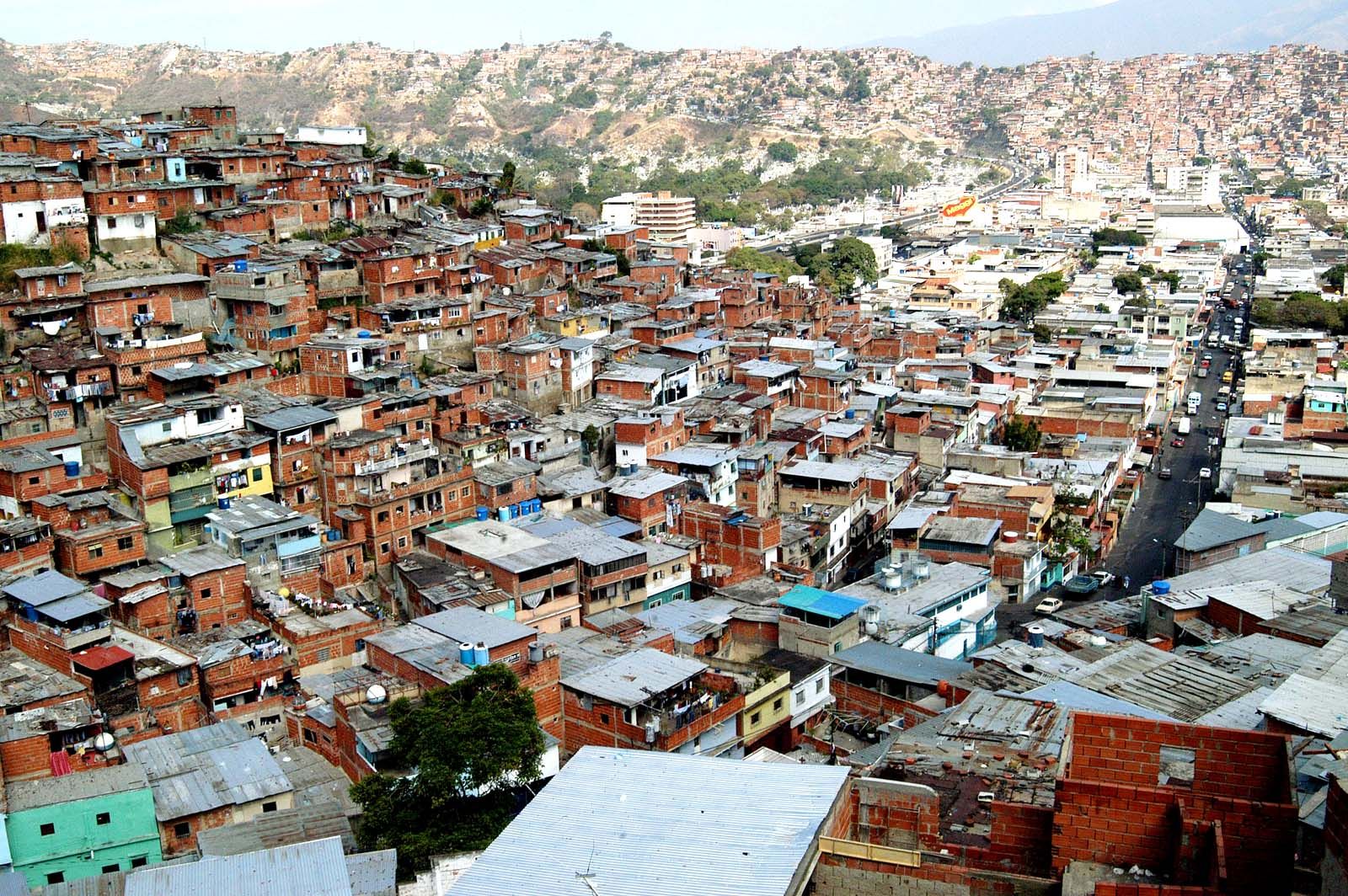
Aglomeración de infraviviendas en la parroquia Petare ciudad de Caracas. Se puede notar la falta de urbanismo, la destrucción de espacio natural y la baja calidad de las casas.

En Venezuela se utiliza el término rancho para referirse a las infraviviendas o asentamientos irregulares, construcciones improvisadas, edificadas de forma desorganizada y que no cumplen con los estándares mínimos para la habitabilidad humana y los principios básicos de la arquitectura civilizada. Estas edificaciones son generalmente elaboradas con materiales de pésima calidad, como zinc o cartón-piedra, utilizados como techo, así como ladrillos huecos, unidos con cemento y expuestos a la intemperie que sirven de muros.
La mayor aglomeración de infraviviendas dentro de una entidad administrativa se encuentra en el municipio de Iribarrén, perteneciente al estado Lara. Sin embargo, la aglomeración urbana que registra la mayor incidencia de este fenómeno es la ciudad de Caracas. Estados como Barinas, Guárico, Delta Amacuro y Cojedes poseen el mayor porcentaje de estos «asentamientos» en relación con la población total de viviendas. Mérida es el estado que registra el menor porcentaje.
Este fenómeno se originó en el siglo XX, y su crecimiento se sigue intensificando. Entre 1953 y 1958, el presidente Marcos Pérez Jiménez incluyó dentro de los objetivos de su Gobierno lograr la total desaparición de dichas estructuras a través de la construcción de complejos urbanos (edificios de apartamentos), que serían donados y reemplazarían las infraviviendas. Luego de ser derrocado en 1958, los Gobiernos subsiguientes establecieron programas de viviendas; un proyecto financiado por el Estado, en el cual se edifican viviendas regulares en zonas aptas, que son donadas a los habitantes de dichas comunidades. Este programa cobró gran importancia desde la década del 2000, a través del Sistema Nacional de Misiones, durante los gobiernos de izquierdas de Hugo Chávez y Nicolás Maduro. Según el censo llevado a cabo en Venezuela durante el año 2011, todavía el 9 % de las edificaciones construidas para habitar son «ranchos».

## Características

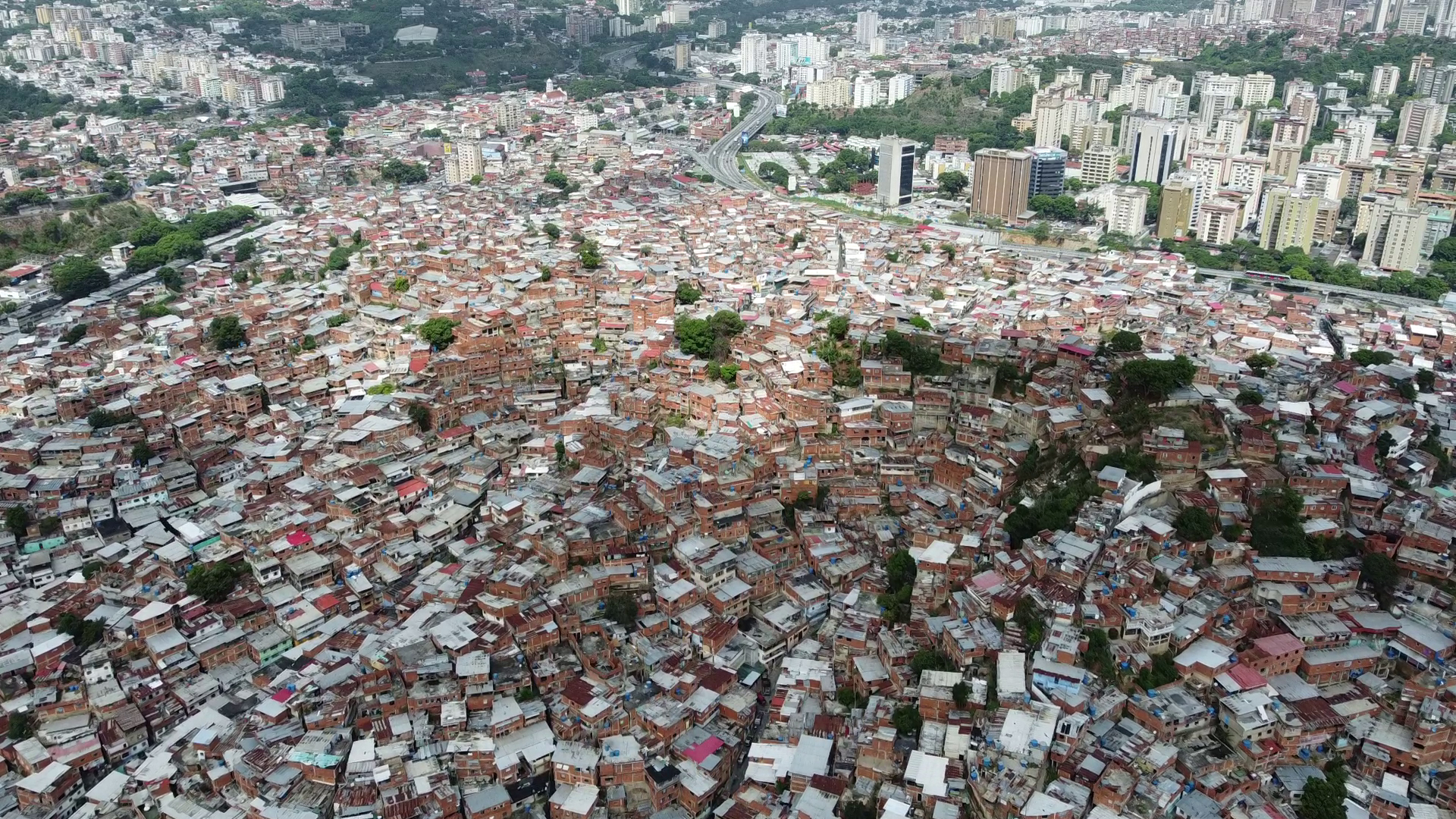
Ranchos en el barrio de Petare (2023)

Las zonas donde se construyen estas estructuras son por lo general laderas o colinas. Su acceso con automóvil se delimita por angostas vías de concreto. El acceso a pie se lleva a cabo por estrechas escaleras empinadas, algunas de las cuales poseen rampas de motocicleta. Debido a la posición de dichas estructuras son muy propensas a sufrir daños durante tormentas o deslizamientos de tierra.
Al igual que el resto de Latinoamérica, en los ranchos de Venezuela actúan bandas criminales y se produce contrabando de armas y de drogas, entre otras actividades ilegales. Su terreno es de muy difícil recorrido, debido al aumento continuo y desordenado de estas estructuras, que por lo general suelen obstruir las vías de acceso, además de por su alta peligrosidad. Sólo sus habitantes suelen transitarlas.
Actualmente, en Venezuela sólo existen dos parroquias «libres de ranchos», una en el estado Mérida y otra en el estado Amazonas. Ambas poseen una población inferior a los 1000 habitantes.

## Cantidad
| Entidad Federal        | Cantidad | Porcentaje (%) Estadal | Porcentaje (%) Nacional |
| ---------------------- | -------- | ---------------------- | ----------------------- |
| Venezuela              | 743.594  | -                      | 9,01%                   |
| Amazonas               | 4.440    | 13,51%                 | 0,05%                   |
| Anzoátegui             | 43.629   | 11,20%                 | 0,53%                   |
| Apure                  | 19.422   | 17,25%                 | 0,23%                   |
| Aragua                 | 48.178   | 10,89%                 | 0,58%                   |
| Barinas                | 30.404   | 14,04%                 | 0,37%                   |
| Bolívar                | 45.353   | 12,43%                 | 0,55%                   |
| Carabobo               | 63.306   | 10,35%                 | 0,76%                   |
| Cojedes                | 15.719   | 17,39%                 | 0,18%                   |
| Delta Amacuro          | 6.805    | 18,18%                 | 0,08%                   |
| Dependencias Federales | 154      | 29,96%                 | 0,002%                  |
| Distrito Capital       | 15.904   | 2,91%                  | 0,19%                   |
| Falcón                 | 9.674    | 4,41%                  | 0,12%                   |
| Guárico                | 38.770   | 19,46%                 | 0,47%                   |
| Mérida                 | 6.472    | 2,91%                  | 0,08%                   |
| Miranda                | 61.470   | 8,18%                  | 0,74%                   |
| Lara                   | 36.444   | 16,36%                 | 0,44%                   |
| Monagas                | 4.485    | 3,41%                  | 0,05%                   |
| Nueva Esparta          | 36.825   | 16,09%                 | 0,44%                   |
| Portuguesa             | 4.485    | 3,41%                  | 0,05%                   |
| Sucre                  | 32.863   | 14,87%                 | 0,40%                   |
| Táchira                | 20.357   | 6,43%                  | 0,25%                   |
| Trujillo               | 12.011   | 6,56%                  | 0,14%                   |
| La Guaira              | 4.858    | 5,05%                  | 0,06%                   |
| Yaracuy                | 19.358   | 12,87%                 | 0,23%                   |
| Zulia                  | 106.971  | 11,71%                 | 1,29%                   |

### Entidades administrativas con mayor y menor incidencia (a nivel nacional)
A continuación se presenta un recuadro que señala las entidades administrativas que registran la mayor y menor cantidad de infraviviendas a nivel nacional:
| Lugar | Entidad administrativa   | Estado        | Cantidad | Porcentaje (%). |
| Mayor |                          |               |          |                 |
| 1     | Iribarrén                | Lara          | 35.895   | 12,66%          |
| 2     | Maracaibo                | Zulia         | 30,535   | 7,93%           |
| 3     | Valencia                 | Carabobo      | 22.918   | 8,98%           |
| 4     | Caroní                   | Bolívar       | 18.559   | 2,74%           |
| 5     | Maturín                  | Monagas       | 18.512   | 10,89%          |
| 6     | Libertador               | Caracas       | 15.904   | 2,74%           |
| 7     | Simón Bolívar            | Anzoátegui    | 14.254   | 11,29%          |
| 8     | Sucre                    | Sucre         | 11.461   | 12,61%          |
| 9     | San Francisco            | Zulia         | 10.636   | 9,05%           |
| 10    | Mara                     | Zulia         | 10.002   | 20,16%          |
| Menor |                          |               |          |                 |
| Lugar | Entidad administrativa   | Estado        | Cantidad | Porcentaje (%). |
| 1     | Juan Vicente Campo Elías | Trujillo      | 5        | 0,28%           |
| 2     | Autónomo Río Negro       | Amazonas      | 20       | 3,49%           |
| 3     | Villalba                 | Nueva Esparta | 28       | 1,12%           |
| 4     | Simón Rodríguez          | Táchira       | 29       | 3,35%           |
| 5     | José María Vargas        | Táchira       | 30       | 0,96%           |
| 6     | Padre Noguera            | Mérida        | 35       | 3,91%           |
| 7     | Chacao                   | Miranda       | 36       | 0,13%           |
| 8     | Guaraque                 | Mérida        | 38       | 1,47%           |
| 9     | Rangel                   | Mérida        | 41       | 0,56%           |
| 10    | Santos Marquina          | Mérida        | 43       | 0,73%           |

### Entidades administrativas con mayor y menor incidencia (a nivel estadal)
A continuación se presenta un recuadro que señala las entidades administrativas según el porcentaje que representan las infraviviendas a nivel estadal:
| Lugar | Entidad administrativa            | Estado                 | Cantidad | Porcentaje (%). |
| Mayor |                                   |                        |          |                 |
| 1     | San Jerónimo de Guayabal          | Guárico                | 3.005    | 47%             |
| 2     | Pao de San Juan Bautista          | Cojedes                | 2.133    | 36,27%          |
| 3     | Guanarito                         | Portuguesa             | 3.938    | 35,98%          |
| 4     | Arismendi                         | Barinas                | 2.731    | 35.51%          |
| 5     | Sosa                              | Barinas                | 2.175    | 31,6%           |
| 6     | Papelón                           | Portuguesa             | 1.630    | 30,98%          |
| 7     | Casacoima                         | Delta Amacuro          | 2.683    | 28,97%          |
| 8     | Dependencias Federales            | Dependencias Federales | 154      | 27,35%          |
| 9     | Ortiz                             | Guárico                | 2.194    | 26,52%          |
| 10    | Ospino                            | Portuguesa             | 3.913    | 25,69%          |
| Menor |                                   |                        |          |                 |
| Lugar | Entidad administrativa            | Estado                 | Cantidad | Porcentaje (%). |
| 1     | Chacao                            | Miranda                | 36       | 0,13%           |
| 2     | San Juan Vicente Campo Elías      | Trujillo               | 5        | 0,28%           |
| 3     | Turístico Diego Bautista Urbaneja | Anzoátegui             | 69       | 0,35%           |
| 4     | Mario Briceño Iragorry            | Aragua                 | 117      | 0,4%            |
| 5     | Santos Marquina                   | Mérida                 | 43       | 0,73%           |
| 6     | Carirubana                        | Falcón                 | 480      | 0,74%           |
| 7     | Libertador                        | Mérida                 | 513      | 0,75%           |
| 8     | Rangel                            | Mérida                 | 41       | 0,76%           |
| 9     | Los Salias                        | Miranda                | 175      | 0,82%           |
| 10    | Baruta                            | Miranda                | 742      | 0,83%           |